# قومية الطهي
قومية الطهي أو قومية الطبخ هي مصطلح يعبر عن استخدام الطعام وتاريخه وإنتاجه ومراقبته وإعداده واستهلاكه كوسيلة لتعزيز القومية والهوية الوطنية. قد يتضمن ذلك جدالًا بين منطقتين أو أكثر من المناطق أو البلدان عن مطالبات إحدى تلك المناطق بطبق معين وادعاء الاستيلاء عليه.

## أصوله
وصف أتسوكو إيتشيجو ورونالد رانتا الطعام بأنه «سياسي بالأساس» و«أحد السلع الأساسية التي تهتم بها القوى السياسية على مختلف المستويات».  تشير مؤرخة الطعام ميشيل تي كينغ إلى أن المطبخ هو محور تركيز طبيعي لدراسات القومية، مشيرةً إلى العشرات من هذه المعالجات خلال العقود الأولى من القرن الحادي والعشرين. وتجادل أيضًا بأن قومية الطهي في آسيا كانت قوية بشكل خاص. تشمل أمثلة قومية الطهي الجهود التي تبذلها هيئات الدولة، والهيئات غير الحكومية، والشركات ومجموعات الأعمال، والأفراد.
عرّف الأستاذ في جامعة نيويورك فابيو باراسيكولي الطعام بأنه تعبير عن الهوية. فالصراع بين منطقتين أو أكثر من المناطق أو البلدان حول مطالبة إحدى تلك المناطق أو البلدان بطبق معين واستيلاء الآخرين عليه أمر شائع، خاصة في المناطق التي شهدت صراعًا عنيفًا. تميل الأطباق المتأثرة بحروب الطهي هذه إلى أن تكون ذات «أهمية عرقية رمزية واضحة». وتكون عادة أطباق «تمثل التطلعات الإقليمية» ولا يمكن تطويرها وإعدادها إلا من قبل الشعوب المستقرة، وبالتالي السكان الأصليين. يعتمد اللافاش والهريسة مثلًا على القمح، وبالتالي لا يمكن أن يتطورا في بيئة ومجتمع بدوي، إذ يحتاج تطورهما إلى مجتمع زراعي. تركز العديد من المناقشات على فكرة أن المجتمع «المستقر» (أي المجتمع الزراعي وليس البدوي) هو مجتمع متفوق إلى حد ما، وأن المطالبة بطبق غذائي معين غير وارد إلا إذا كان المجتمع زراعي؛ بهدف إثبات أن المنطقة كانت زراعية في نقطة معينة. شكلت هذه الفكرة سياسة رسمية في الاتحاد السوفييتي. وفقًا لمنصة أخبار أوبن ديموكراسي: «يعتز القوميون من كلا الجانبين بالأدلة على التطور الزراعي القديم».
قالت ماري دوغلاس: «الثقافات الغذائية الوطنية أصبحت ركيزة أساسية واضحة للجميع، وقد يكون تجاهلها خطير للغاية».
في عام 2006، قالت الباحثة ليورا جيفيون «إن مطابخ الفقر (عادة الأطعمة التقليدية): تكشف عن الترابط بين خطاب الطهي والخطاب السياسي». وإن القضية مرتبطة بمسألة الوصول إلى الأرض والهوية الوطنية.
وصفت عالمة الاجتماع ميكايلا ديسوسي في عام 2010 مفهوم قومية الطهي على أنه استخدام الغذاء وتاريخه وإنتاجه والسيطرة عليه واستهلاكه كوسيلة لتعزيز القومية. وفقًا لديسوسي، تستخدم قومية الطهي الطعام لتعزيز الشعور بالهوية الوطنية وتؤثر على كيفية تطوير أعضاء المجتمع الوطني «للمشاعر الوطنية وتفضيلات الذوق لبعض الأطعمة». ويتجاوز المفهوم أيضًا القضايا القومية البسيطة وينطوي على سبل العيش والصراع على الأسواق، فتحديد غذاء معين بمنطقة معينة يعني تأثر القدرة على بيع منتج غذائي لمن هم داخل المنطقة أو خارجها. وتشير أيضًا إلى أن مثل هذه الحجج لا تهدف في كثير من الأحيان إلى التوصل إلى اتفاق، بل إلى زيادة الوعي بالمنتج الغذائي وإثارة الاهتمام بالحصول عليه.
في عام 2013، أشارت قناة الجزيرة إلى أن قومية الطهي كانت قضية مستمرة في أرمينيا وأذربيجان وجورجيا، فكل دولة «تتنافس من أجل الاعتراف بأطباق معينة على أنها خاصة بها». وسببت الكثير من التوترات بين الدول المجاورة ذات العلاقات المضطربة بالأساس.
في عام 2020، وجدت مقالة نشرتها مجلة جامعة كامبريدج أنه على الرغم من أن مفهوم قومية الطعام لم يتطور بالكامل في الأوساط الأكاديمية، لكن كانت المنحة الدراسية تتطور بسرعة.
المطبخ الوطني.
تفرق مؤرخ الطعام كينغ بين قومية الطهي، أو قومية الطبخ، والمطبخ الوطني، قائلةً إن قومية الطهي «تقترح عملية ديناميكية من الإبداع والتنافس، بينما المطبخ الوطني يستدعي إلى الذهن منتجًا محددًا وثابتًا.